# 23 SATURDAY DREAM SHOW
『23 SATURDAY DREAM SHOW』（トゥエンティスリー・サタデー・ドリームショー）は、2005年4月9日から同年9月24日までフジテレビ系列で毎週土曜 23:00 - 翌0:00 (JST) に編成されていたバラエティ番組枠。水曜22時台の『水10!』や土曜昼の『バニラ気分!』のように、バラエティ番組を2本放送していた。
2005年秋の改編で放送番組が終了し、それとともに枠名が『ブンブンサタデー』に変更された。

## 放送番組
放送時間はいずれも日本標準時。
- 23:00 - 23:30 リチャードホール
- 23:30 - 翌0:00 ブログタイプ